# Hervaine Moukam
Hervaine Ferdin Moukam Mekontso (* 24. Mai 1994 in Manjo, Kamerun) ist ein kamerunisch-französischer Fußballspieler.

## Verein
Der in der kamerunischen Stadt Manjo geborene Moukam kam noch im Kindesalter mit seinen Eltern nach Frankreich. Er spielte dort ab 2001 in der Jugend von Racing Straßburg und später beim FC Metz, wo er auch für dessen Reservemannschaft aktiv war. Ab 2014 spielte er dann drei Jahre in Griechenland für Asteras Tripolis sowie Olympiakos Volos. Die folgenden Stationen waren anschließend CSO Amnéville, FK Njoman Hrodna, BATE Baryssau, FK Aqtöbe, Qingdao Youth Island FC sowie APM Metz. Ab August 2023 stand er beim luxemburgischen Zweitligisten US Rümelingen unter Vertrag. Von dort ging er in der  Winterpause 2024/25 erst weiter zum Ligarivalen FC Schifflingen 95 und im folgenden Sommer kehrte er nach Frankreich zurück und wechselte zum dortigen Sechstligisten CS Sedan.

## Nationalmannschaft
Von 2009 bis 2010 absolvierte Moukam insgesamt acht Partien für diverse französische Jugendnationalmannschaften und erzielte dabei drei Treffer.

## Erfolge
- Belarussischer Meister: 2018
- Belarussischer Pokalsieger: 2020, 2021